# Donald Redford
Donald B. Redford (Toronto, 2 settembre 1934 – 18 ottobre 2024) è stato un egittologo canadese.

## Biografia
Dal 1998 fu professore di Studi Mediterranei presso l'università di Stato della Pennsylvania.
Condusse numerose campagne di scavo in Egitto principalmente a Karnak e a Mendes. Insieme a sua moglie Susan diresse l'Akhenaten Temple Project..
Redford pubblicò alcune controverse teorie inerenti ai collegamenti tra Bibbia e storia. Egli affermava che la fase hyksos della storia egiziana costituisse la parte centrale dei miti della cultura Canaanita che si trovano al centro della storia di Mosè, eche che molti dettagli della storia dell'Esodo sono maggiormente consistenti con la fase storica del VII secolo a.C., ben dopo il regno di David, nella quale si ritiene che il racconto biblico sia stato redatto.

## Pubblicazioni
- History and Chronology of the 18th dynasty of Egypt: Seven studies. Toronto: University Press, 1967.
- Akhenaten: The Heretic King. Princeton: University Press, 1984
- Pharaonic King-Lists, Annals, and Day-Books: A Contribution to the Study of the Egyptian Sense of History, SSEA Publication IV (Mississauga, Ontario: Benben Publications) 1986
- Egypt, Canaan, and Israel in Ancient Times. Princeton: Princeton University Press, 1992
- The Wars in Syria and Palestine of Thutmose III, [Culture and History of the Ancient Near East 16]. Leiden: Brill, 2003. ISBN 90-04-12989-8